# Andros Sawa
Andros Sawa (gr. Άντρος Σάββα, ur. 8 sierpnia 1955 w Katikas) – cypryjski piłkarz występujący na pozycji napastnika. Przez całą karierę związany ze stołeczną Omonią Nikozja, dla której łącznie rozegrał 159 występów i zdobył 59 bramek. Jednokrotny reprezentant Cypru.

## Osiągnięcia

### Klubowe
Omonia Nikozja
- Mistrzostwo Cypru: 1973/1974, 1974/1975, 1975/1976, 1976/1977, 1977/1978, 1978/1979, 1980/1981, 1981/1982, 1982/1983, 1983/1984, 1984/1985
- Zdobywca Pucharu Cypru: 1973/1974, 1979/1980, 1980/1981, 1981/1982, 1982/1983

### Indywidualne
- Król strzelców Protathlima A’ Kategorias: 1974/1975 (21 goli)[1]